# Richard Carlson
Pour les articles homonymes, voir Carlson.
Richard Carlson (Albert Lea, 29 avril 1912 – Encino, 21 novembre 1977), est un acteur, réalisateur et scénariste américain.

## Filmographie

### Acteur

#### Années 1930
- 1938 : La Famille sans-souci (The Young in Heart), de Richard Wallace
- 1938 : Le Duc de West Point (The Duke of West Point) d'Alfred E. Green
- 1939 : Reine d'un jour (Winter Carnival) de Charles Reisner
- 1939 : These Glamour Girls de S. Sylvan Simon
- 1939 : Dancing Co-Ed de S. Sylvan Simon
- 1939 : Little Accident de Charles Lamont

#### Années 1940
- 1940 : Au-delà de demain (Beyond Tomorrow) de A. Edward Sutherland
- 1940 : Le Mystère du château maudit (The Ghost Breakers) de George Marshall
- 1940 : Howard le révolté (The Howards of Virginia) de Frank Lloyd
- 1940 : Too Many Girls de George Abbott
- 1940 : No, No, Nanette d'Herbert Wilcox
- 1941 : Back Street de Robert Stevenson
- 1941 : West Point Widow de Robert Siodmak
- 1941 : Fantômes en vadrouille (Hold That Ghost) d'Arthur Lubin
- 1941 : La Vipère (The Little Foxes) de William Wyler
- 1942 : Le meurtrier s'est échappé (Fly-by-Night) de Robert Siodmak
- 1942 : Les Amours de Marthe (The Affairs of Martha) de Jules Dassin
- 1942 : Highways by Night (en)de Peter Godfrey
- 1942 : Ton cœur est mon cœur (My Heart Belongs to Daddy) de Robert Siodmak
- 1942 : Tondelayo de Richard Thorpe
- 1943 : For God and Country (court-métrage)
- 1943 : Lily Mars vedette (Presenting Lily Mars) de Norman Taurog
- 1943 : A Stranger in Town de Roy Rowland
- 1943 : Young Ideas de Jules Dassin
- 1943 : Le Héros du Pacifique (The Man from Down Under) de Robert Z. Leonard
- 1947 : So Well Remembered d'Edward Dmytryk
- 1948 : L'Incroyable Monsieur X (The Amazing Mr. X) de Bernard Vorhaus
- 1948 : L'Antre de la folie (Behind Locked Doors) de Oscar Boetticher

#### Années 1950
- 1950 : Les Mines du roi Salomon (King Solomon's Mines) d'Andrew Marton et Compton Bennett
- 1950 : Fureur sur la ville (The Sound of Fury) de Cy Endfield
- 1951 : Whispering Smith Hits London (en) de Francis Searle
- 1951 : Rudolph Valentino, le grand séducteur (Valentino) de Lewis Allen
- 1951 : Je veux un millionnaire (A Millionaire for Christy) de George Marshall : Christabel 'Christy' Sloane
- 1951 : La Femme au voile bleu (The Blue Veil) de Curtis Bernhardt
- 1952 : Retreat, Hell! (en) de Joseph H. Lewis
- 1952 : L'Escadrille de l'enfer (Flat Top) de Lesley Selander
- 1953 : Le Monstre magnétique (en) (The Magnetic Monster) de Curt Siodmak et Herbert L. Strock
- 1953 : L'Expédition du Fort King (Seminole) de Budd Boetticher
- 1953 : Le Météore de la nuit (It Came Outer Space) de Jack Arnold
- 1953 : Désir de femme (All I Desire) de Douglas Sirk
- 1953 : The Maze de William Cameron Menzies
- 1954 : Riders to the Stars (en) de lui-même
- 1954 : L'Étrange Créature du lac noir (Creature from the Black Lagoon) de Jack Arnold
- 1955 : Quand le clairon sonnera (The Last Command) de Frank Lloyd
- 1955 : An Annapolis Story de Don Siegel
- 1955 : Bengazi (en) de John Brahm
- 1956 : Three for Jamie Dawn de Thomas Carr
- 1957 : Pour elle un seul homme (The Helen Morgan Story) de Michael Curtiz

#### Années 1960
- 1960 : Tormented de Bert I. Gordon
- 1960 : Thriller (série TV)
- 1964 : Della de Robert Gist
- 1965 : Le Virginien (série télévisée)  (Saison 3 épisode 27)
- 1966 : Kid Rodelo de Richard Carlson
- 1968 : La Guerre des cerveaux (The Power) de Byron Haskin
- 1969 : La Vallée de Gwangi (The Valley of Gwangi) de Jim O'Connolly
- 1969 : L'habit ne fait pas la femme (Change of Habit) de William A. Graham

### Réalisateur
- 1954 : Quatre tueurs et une fille (en) (Four Guns to the Border)
- 1954 : Riders to the Stars (en)
- 1957 : Appointment with a Shadow (en)
- 1958 : L'Implacable poursuite (en)
- 1958 : The Unchained Goddess, film TV
- 1966 : Kid Rodelo